# Drążgów
Drążgów falu Lengyelországban, a Lublini vajdaságban. 2008-ban 269 fő lakta Drążgówt.
Drążgów 3 kilométerre délkeletre van Ułężtől, 15 kilométerre keletre Rykitől és 48 kilométerre északnyugatra Lublintól.

## Fordítás
- Ez a szócikk részben vagy egészben  a   Drążgów című lengyel Wikipédia-szócikk ezen változatának fordításán alapul.  Az eredeti cikk szerkesztőit annak laptörténete sorolja fel. Ez a jelzés csupán a megfogalmazás eredetét és a szerzői jogokat jelzi, nem szolgál a cikkben szereplő információk forrásmegjelöléseként.

1. ↑  https://bdl.stat.gov.pl/api/v1/data/localities/by-unit/060611216062-0392260?var-id=1639616&format=jsonapi. (Hozzáférés: 2022. október 4.)